# Strada europea E692
La strada europea E692 è una strada europea che collega Batumi a Samtredia. Come si evince dalla numerazione, si tratta di una strada di classe B posta nell'area delimitata a nord dalla E60, a sud dalla E70, ad ovest dalla E95 e ad est dalla E105.

## Percorso
La E692 è definita con i seguenti capisaldi di itinerario: "Batumi - Samtredia".